# Autonomy Corporation
Autonomy Corporation ist ein Softwareunternehmen, das Unternehmenssoftware herstellt. Der Firmensitz der Public Limited Company befindet sich in Cambridge und San Francisco. Das Unternehmen nutzt Technologien, die im Rahmen von Forschungsarbeiten an der Universität Cambridge entwickelt wurden.

## Geschichte
Autonomy wurde 1996 in Cambridge/England von Mike Lynch und Richard Gaunt als Ausgliederung aus dem Unternehmen Cambridge Neurodynamics gegründet. Kernidee von Autonomy war die Nutzung von Bayes Theorem zur Textsuche. Autonomy wandte das Theorem zur Suche in großen Textmengen an und konnte so mit Methoden der statistischen Inferenz kontextualisierte Suchergebnisse liefern. Eine Methode, die heute zu den Standardverfahren des Datamining gehört.
1998 wurde Autonomy an der damaligen EASDAQ-Börse zum Preis von rund 30 Pence erstmals notiert. Auf dem Höhepunkt der „Internet-Blase“ stieg der Börsenkurs auf 30 Pfund.
Im Dezember 2005 kaufte Autonomy das Unternehmen Verity, einen Hauptkonkurrenten, für rund 500 Millionen US-Dollar. Im Juli 2007 kaufte Autonomy das Unternehmen Zantaz, das Lösungen zur Archivierung von E-Mails und für Gerichtsprozesse anbot, für 375 Millionen US-Dollar. Im Januar 2009 kaufte Autonomy das Unternehmen Interwoven, das Software zur Verwaltung von Inhalten im Unternehmensbereich herstellt, für 775 Millionen US-Dollar.
Im August 2011 beschloss Hewlett-Packard die Übernahme von Autonomy, die man im Oktober abschloss, für 12 Milliarden US-Dollar. Larry Ellison nannte den Preis „absurd hoch“. Die Zahlen des Unternehmens seien geschönt.
Mike Lynch wurde im Mai 2023 an die USA ausgeliefert, da er den Wert von Autonomy zu hoch angesetzt habe, als er an HP verkaufte. Am 6. Juni 2024 sprach ein Bundesgericht in San Francisco nach elfwöchigem Prozess Lynch frei.
Stephen Chamberlain war als früherer Vizepräsident für Finanzen von Autonomy mitangeklagt. Nach der Tätigkeit bei Autonomy war er Chief Operating Officer beim Sicherheitsunternehmen Darktrace. Er kam zu Tode, nachdem ihn am 17. August 2024 in England ein Auto angefahren hatte.
Mike Lynch verstarb am 19. August 2024, als die Segelyacht Bayesian der Familie vor der Küste von Porticello an Siziliens Nordküste in einem Unwetter sank. Er hatte seinen Erfolg im Betrugsprozess feiern wollen mit Menschen, die ihm dabei geholfen hatten, und deren Familien. Von den 22 Menschen an Bord ertranken 7 Personen, darunter Lynch und seine 18-jährige Tochter, während 15 gerettet wurden.

## Sponsoring
Seit der Saison 2010/2011 sponsert das Unternehmen den englischen Fußballclub Tottenham Hotspur. Laut Medienberichten bekommen die Spurs vom Softwareunternehmen 20 Millionen Pfund.